# 久保城 (下総国)
久保城（くぼじょう）は、千葉県香取郡多古町北中にあった日本の城。

## 歴史
鎌倉時代末期、千田荘は千葉胤貞の所領となっていた。胤貞の所領は、臼井荘、八幡荘にもあったが、父親の宗胤と同じく千田太郎を称し、「千田殿」と呼ばれていた。
久保城は、胤貞が居館として築いたものと伝わる。多古の中心ともいえる中村に創建された古刹日本寺の古文書にも、胤貞の居館は 「久保（窪）」にあったと記されている。久保城は土地の伝承と古文書からも、「千田殿」と呼ばれていた胤貞の存在を裏付ける重要な城である。

## 構造
久保集落北西の半島状に突き出た台地上にある。先端部は周囲が急峻で、城館にふさわしい地形をしている。久保城周辺には土塁や空堀などの遺構が残っている。

## アクセス
- JR総武本線「八日市場駅」よりジェイアールバス関東「JR成田駅」行き・「多古台バスターミナル」行きにて「南中（みなみなか）」バス停下車 徒歩15分